# Plage de Kassa
La plage de Kassa est une plage de sable à l'ouest de Conakry en république de Guinée.

## Géographie
La plage de Kassa situe sur l'île de Kassa est la plus proche de Conakry.
On y accède par la voie maritime à 15 minutes avec trois possibilités par bateaux taxi, des pirogues et des bateaux de plaisance à partir des ports du large de Conakry.

## Fréquentation
La plage permet d'organiser des sorties en famille et elle est aussi le lieu de fêtes nationales et de commémorations du 11 mai, date anniversaire du décès de Bob Marley, et des excursions des touristes, élèves et étudiants guinéens.

## Galerie

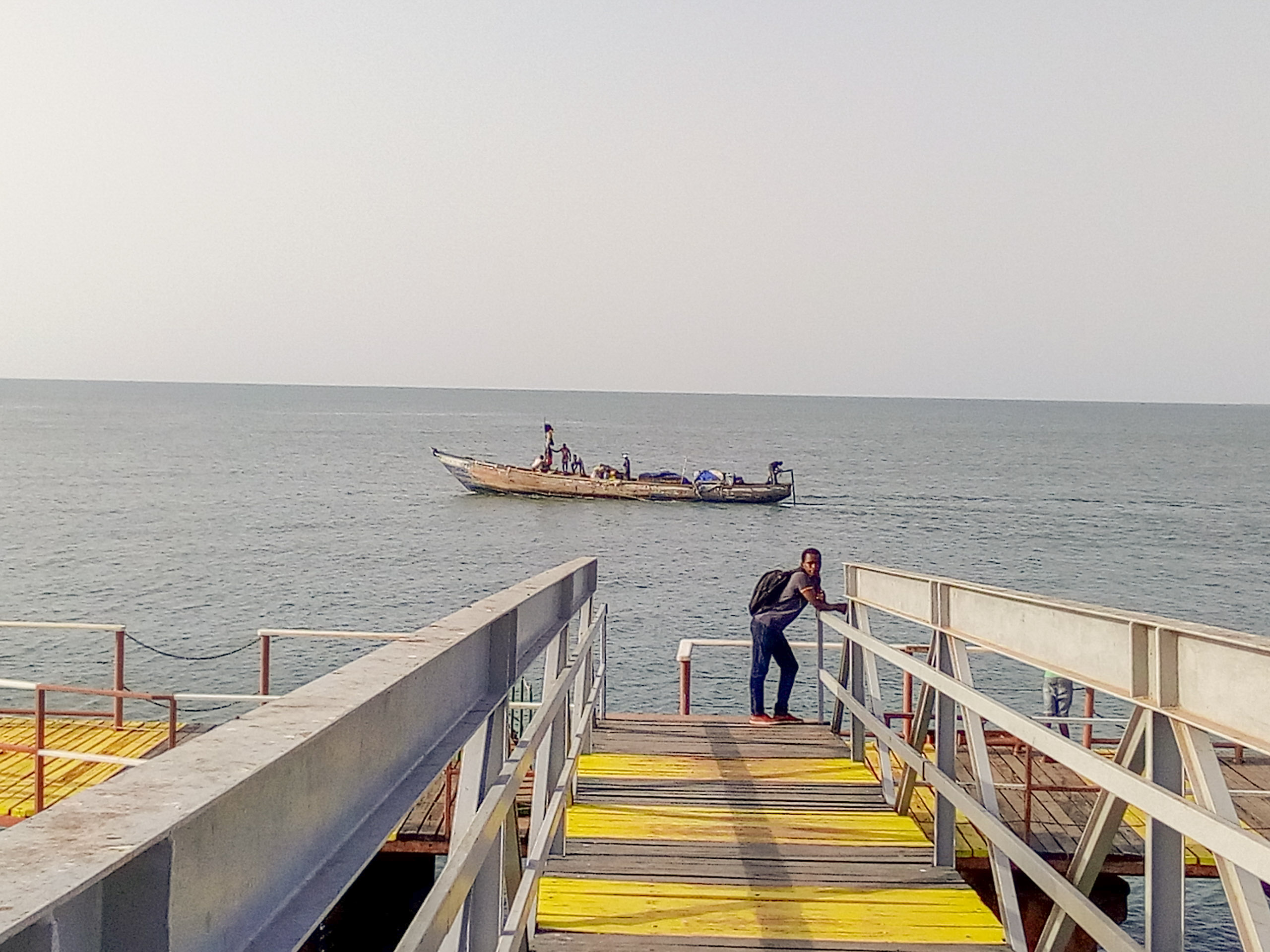
Débarcadère de Kassa.
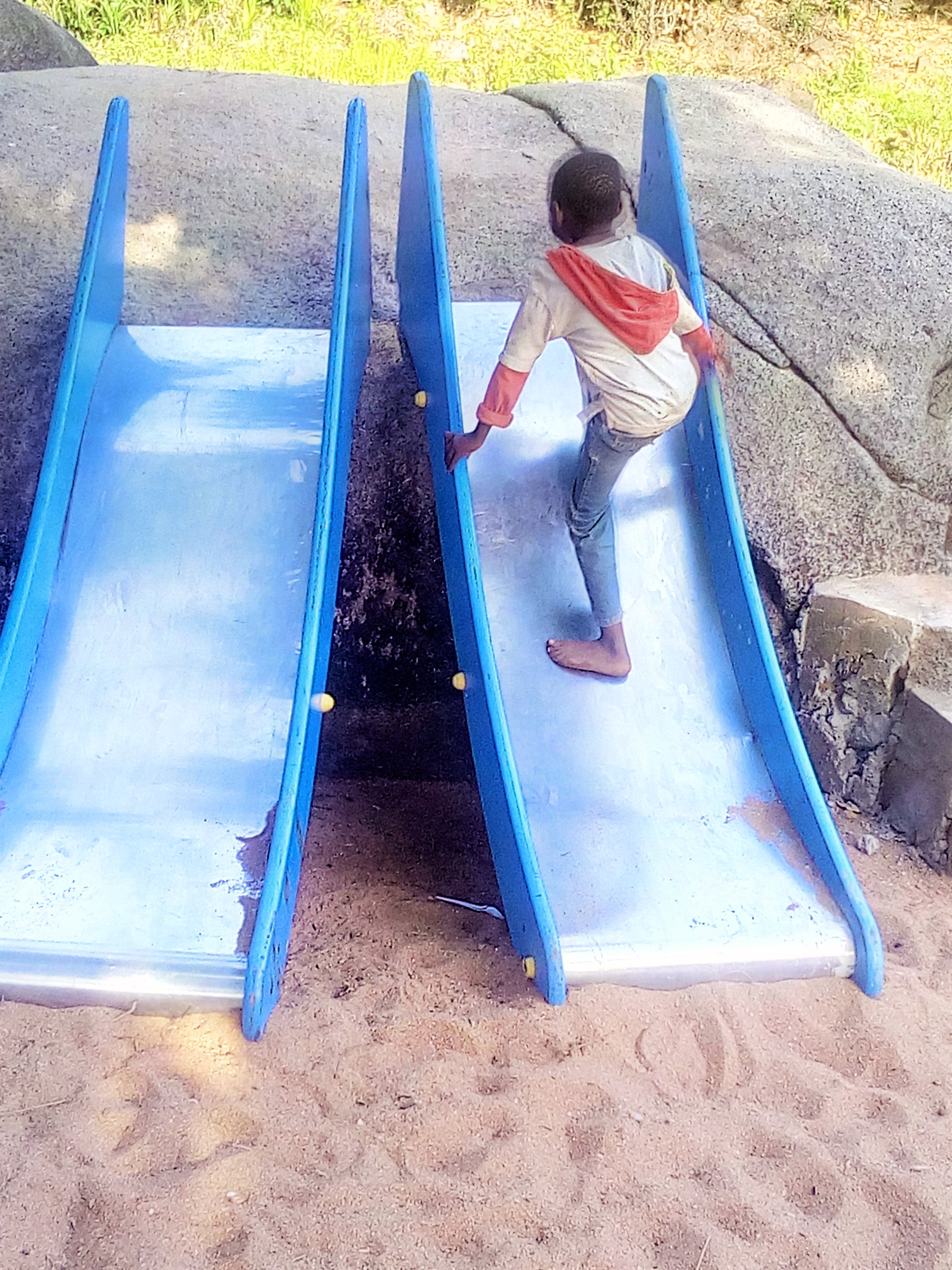
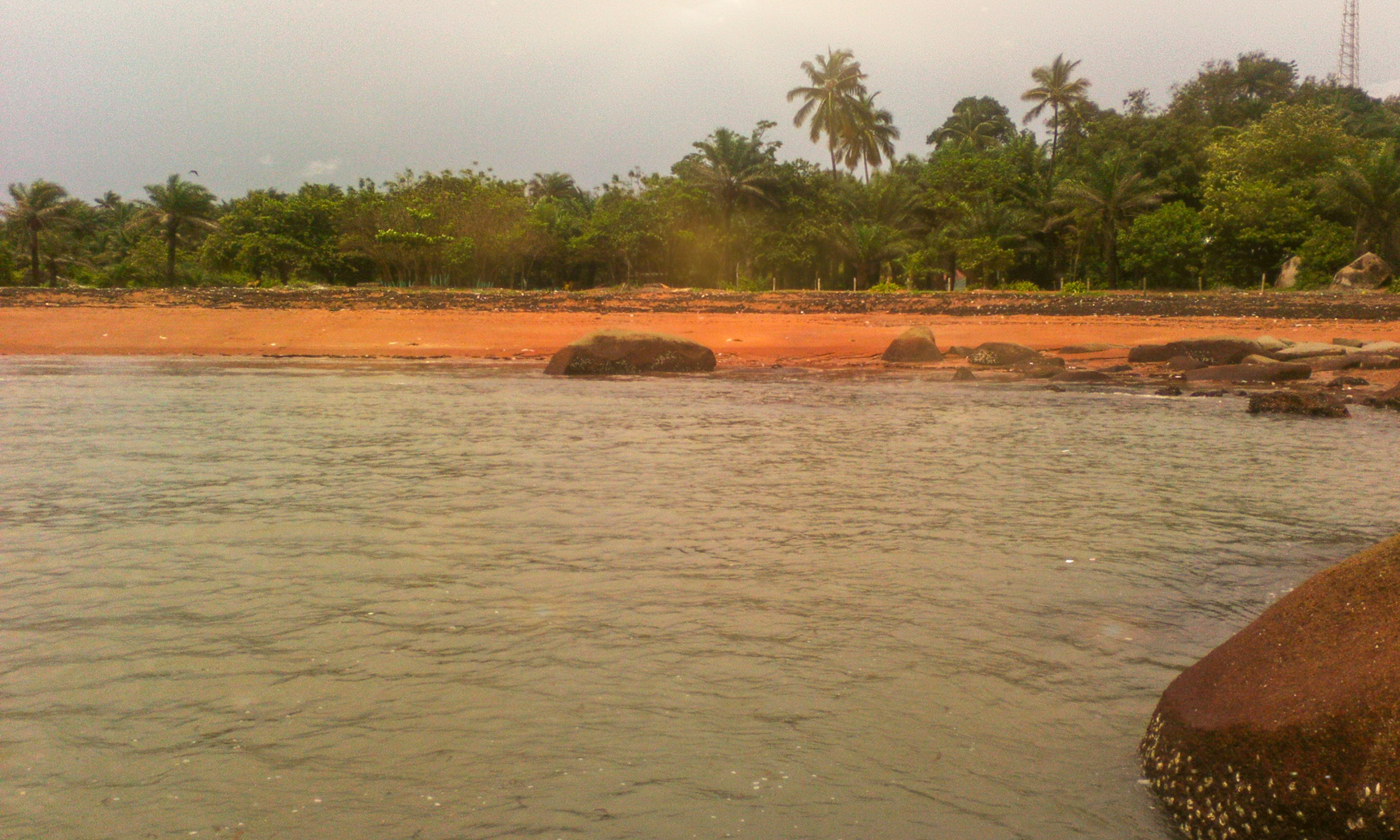